# گیون ایمجین
گیون ایمجین (انگلیسی: Given Imaging) شرکت فناوری سلامت اسرائیلی است، که در سال ۱۹۹۸ تأسیس شد.